# Мінео
Мінео (італ. Mineo, сиц. Minìu) — муніципалітет в Італії, у регіоні Сицилія,  метрополійне місто Катанія.
Мінео розташоване на відстані близько 550 км на південь від Рима, 150 км на південний схід від Палермо, 45 км на південний захід від Катанії.
Населення — 5203 особи (2014).

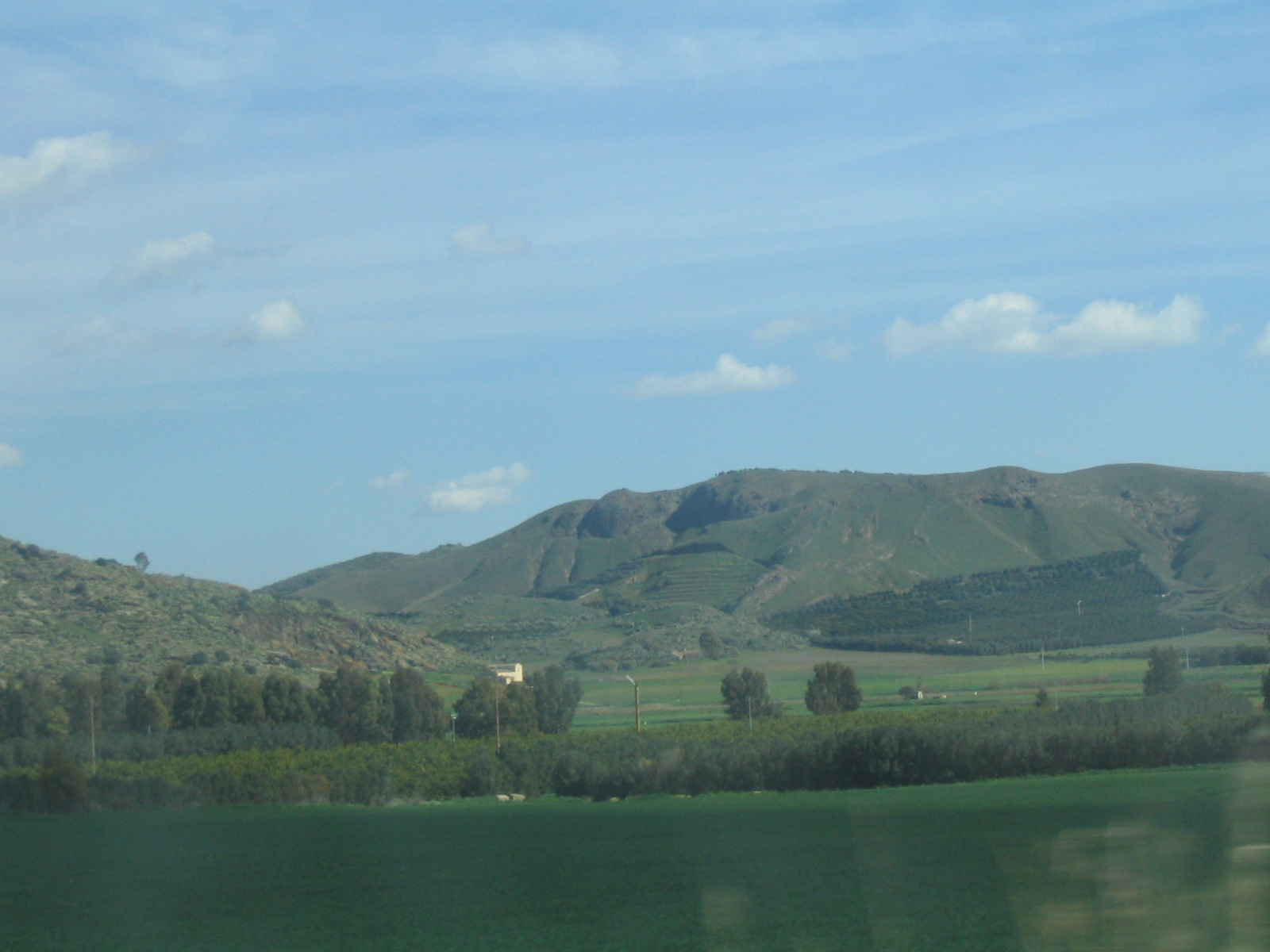

Щорічний фестиваль відбувається ultime due domeniche серпня. Покровитель — Santa Agrippina.

## Демографія
Населення за роками:

Станом на 1 січня 2023 року в муніципалітеті офіційно проживали 232 іноземці з 24 країн, серед них 165 громадян країн Євросоюзу.

## Сусідні муніципалітети
- Айдоне
- Кальтаджіроне
- Граммікеле
- Лікодія-Еубеа
- Мілітелло-ін-Валь-ді-Катанія
- Палагонья
- П'яцца-Армерина
- Рамакка
- Віццині

## Персоналії
- Луїджі Капуана (1839 –1915) — письменник (представник веризму), літературознавець, журналіст